# أوكسانا سيليخميتيفا
أوكسانا سيليخميتيفا (مواليد 13 يناير 2003) هي لاعبة تنس محترفة روسية، أعلى تصنيف لها في الفردي كان ال196 في مايو 2022.

## روابط خارجية
- أوكسانا سيليخميتيفا على موقع رابطة محترفات التنس (الإنجليزية)
- أوكسانا سيليخميتيفا على موقع الاتحاد الدولي لكرة المضرب (الإنجليزية)
- أوكسانا سيليخميتيفا على موقع خلاصة التنس.كوم (الإنجليزية)
- أوكسانا سيليخميتيفا على موقع إي إس بي إن.كوم (الإنجليزية)
- أوكسانا سيليخميتيفا على موقع أوليمبيديا (الإنجليزية)